# Michael Eisen

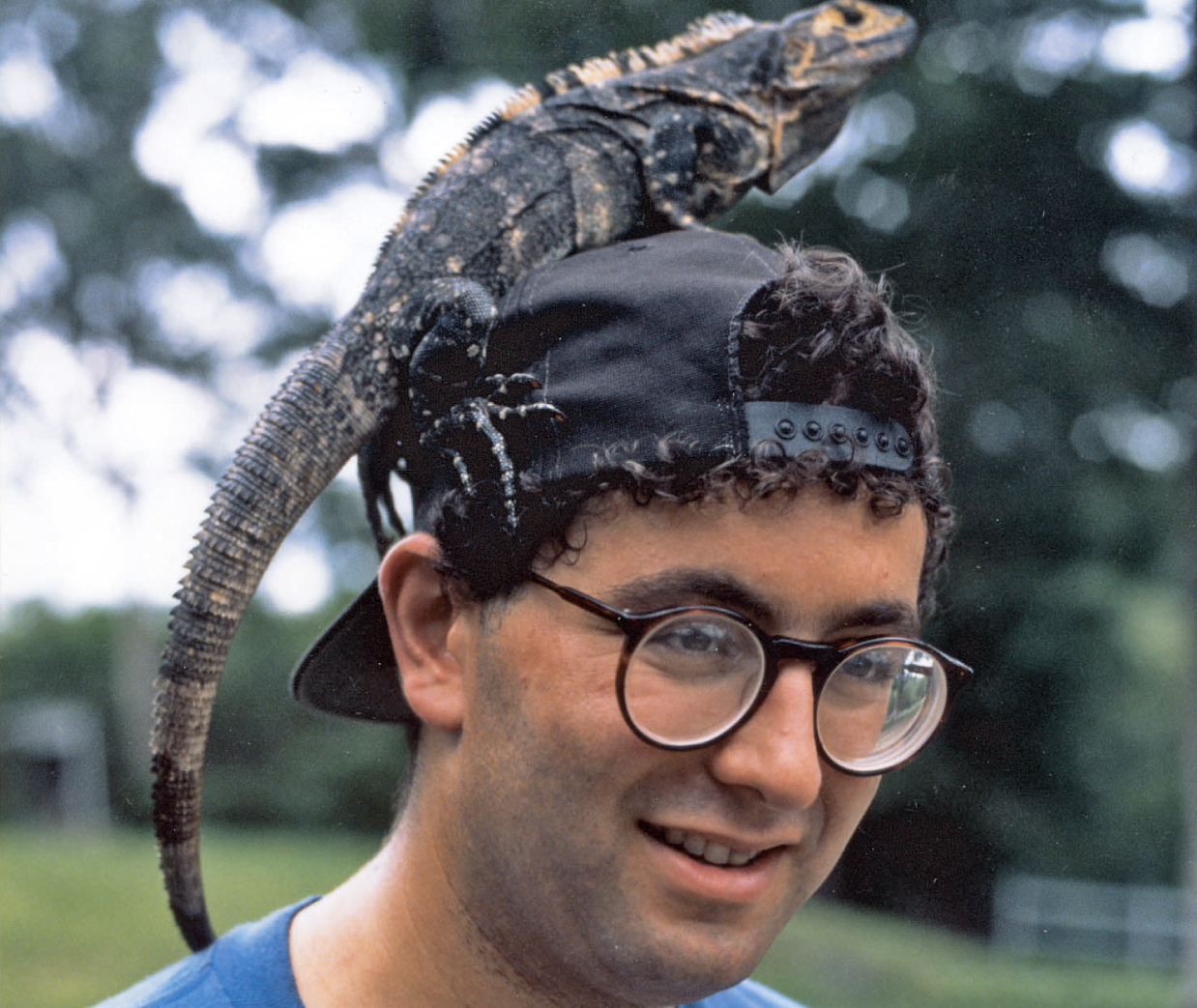
Michael Eisen

Michael B. Eisen (* 13. April 1967) ist ein US-amerikanischer Biologe.

## Leben
Eisen erwarb an der University of Chicago seinen PhD 1996 an der Harvard University. Er ist seit 2005 tätig an der University of California, Berkeley und für das Howard Hughes Medical Institute. Er untersucht, wie Mikroorganismen das Verhalten von Lebewesen beeinflussen.
Eisen war als Anhänger von Open Access Mitbegründer der Public Library of Science. 2002 erhielt er den Benjamin Franklin Award.
2019 wurde Eisen Chefredakteur der biomedizinischen Open-Access-Zeitschrift eLife; im Oktober 2023 wurde er entlassen, weil er einen Beitrag von The Onion mit der Überschrift »Sterbende Einwohner von Gaza verurteilt, weil sie in ihren letzten Worten nicht die Hamas verurteilten« auf X geteilt hatte.

## Werke
- Mathilde Paris et al.: Extensive divergence of transcription factor binding in Drosophila embryos with highly conserved gene expression. In: PLoS genetics. Band 9, Nr. 9, 2013, S. e1003748, doi:10.1371/journal.pgen.1003748 (englisch).
- M. B. Eisen et al.: Cluster analysis and display of genome-wide expression patterns. In: Proceedings of the National Academy of Sciences. Band 95, Nr. 25, 1998, S. 14863–14868 (englisch).
- T. Sørlie et al.: Gene expression patterns of breast carcinomas distinguish tumor subclasses with clinical implications. In: Proceedings of the National Academy of Sciences. Band 98, Nr. 19, 2001, S. 10869–10874, doi:10.1073/pnas.191367098 (englisch).
- P. T. Spellman et al.: Comprehensive identification of cell cycle-regulated genes of the yeast Saccharomyces cerevisiae by microarray hybridization. In: Molecular biology of the cell. Band 9, Nr. 12, 1998, S. 3273–3297 (englisch).